# 寄生维达雀
，是雀形目维达雀科寄生维达雀属的唯一一种鸟类。
寄生维达雀体重约20.53克，翼长约63.9毫米，喙宽度约4.3毫米，喙厚度约7.7毫米，嘴峰长约12.8毫米，跗蹠长约16.8毫米，尾长约42.8毫米。
寄生维达雀具有部分的迁徙性，栖息在草地，它们是植食性动物，主要以植物的种子或坚果为食。

## 亚种
- Anomalospiza imberbis imberbis，分布在埃塞俄比亚、东非、刚果民主共和国南部、非洲中南部、非洲南部。
- Anomalospiza imberbis butleri，分布在从冈比亚到塞拉利昂，东至南苏丹和刚果民主共和国东北部。[4]